# Huawei Ascend Mate7
Huawei Ascend Mate 7とは、ファーウェイによって開発された、第4世代移動通信システムに対応したAndroidスマートフォン。2014年9月14日に発表され、日本では2014年12月12日に発売された。

## 概略
ディスプレイは6.0インチのfull HD液晶を搭載。SoCには８コアのHiSilicon Kirin 925プロセッサを搭載し、メモリとストレージの組み合わせは、2GB/16GBまたは3GB/32GBがラインナップされている。背面カメラは1300万画素、前面カメラは500万画素のレンズを搭載。OSにはAndroid 4.4ベースのEmotion UI 3.0が採用されている。筐体はアルミニウム合金でできており、背面に指紋センサー、左側面にnano SIM/micro SDカード用スロットを備える。カラーはオブシビアンブラック、ムーンライトシルバー、アンバーゴールドの3色展開。